# Вурнари
Вурнари (на руски: Вурнары; на чувашки: Вăрнар) е селище от градски тип в Русия, административен център на Вурнарски район, автономна република Чувашия. Населението му през 2010 година е 10 086 души.